# Castelo Cessford

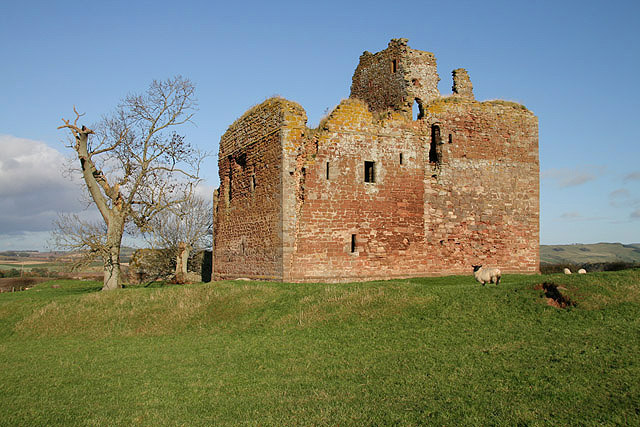
Castelo Cessford, Escócia.

O Castelo Cessford (em língua inglesa Cessford Castle) é um castelo localizado em Eckford, Scottish Borders, Escócia.
Encontra-se classificado na categoria "A" do "listed building" desde 16 de março de 1971.